# Alberto Romero (escritor)
Alberto Romero Cordero (Santiago de Chile, 20 de junio de 1896 - Santiago de Chile, 21 de noviembre de 1981), fue un escritor, novelista y cronista chileno.

## Primeros años de vida
Fue hijo de Alberto Romero Herrera e Concepción Cordero, y fue hermano de la destacada periodista María Romero. Comenzó su trayectoria como escritor mientras estudiaba en el Colegio de los Sagrados Corazones de Santiago. Estuvo casado con Zulema Piñero, con la cual tuvo tres hijos, entre los cuales se contaba la periodista Graciela "Toto" Romero.

## Vida pública
Desde el año 1916, y luego de haber hecho el servicio militar, trabajó en la Caja de Crédito Hipotecario hasta su jubilación en el año 1951.
La obra de Romero comprende ocho novelas y dos crónicas publicadas entre 1918 y 1938, en donde desarrolla la temática social con personajes provenientes de los barrios populares de Santiago, destacándose La viuda del conventillo (1930). También fue colaborador de diversas revistas y periódicos como El Diario Ilustrado.
Fue uno de los fundadores de la Sociedad de Escritores de Chile, que llegó a presidir (1938-40 y 1947-49); además, organizó la primera Feria del Libro en 1940, que se ubicó en la Alameda, en el centro de Santiago; y fue artífice para la creación del Premio Nacional de Literatura.
Vivió sus años finales en Viña del Mar. Falleció junto a su esposa Zulema en el Hogar Israelita de Ancianos, en Santiago.

## Obras
- Memorias de un amargado (1918).
- Buenos Aires espiritual (1922).
- Soliloquios de un hombre extraviado (1925).
- Soy un infeliz (1927).
- La tragedia de Miguel Orozco (1929).
- La viuda del conventillo (1930).
- La novela de un perseguido (1931).
- Un milagro, Toya (1932).
- La mala estrella de Perucho González (1935).
- España está un poco mal (1938).